# 외계 행성이 확인된 항성 목록
이 문서는 외계 행성이 확인된 항성 목록을 다루고 있다.
외계 행성들 중 가장 처음 발견된 존재는 펄사 주위를 공전하는 PSR B1257+12b와 PSR B1620-26b였다. 이들의 발견은 1992년과 1993년 각각 학계에 공식 보고되었다. 그러나 평범한 항성 주위를 도는 행성 중 가장 처음 발견된 것은, 1995년 페가수스자리 51 주위를 도는 페가수스자리 51b였다.
이하 표에 나온 행성들의 질량은 최솟값이다. 행성을 시선속도를 이용해 발견할 경우, 이 행성의 공전궤도에 대한 궤도경사각 수치는 얻을 수 없다. 궤도 경사각 수치가 있어야 정확한 질량을 알 수 있다. 따라서 질량값은 이들 행성의 공전궤도가 지구 관측자의 시선 방향과 평행하다는 전제 하에 구해진 것이다. (이러한 값은 분광선 측정을 통해 구한 최소질량 값과 일치한다.)
현재까지 333개 이상의 외계 행성 목록이 작성되었으며, 이 중 2개는 근접쌍성 주위를 공전하고 있다(이 중 1개는 펄사와 백색 왜성으로 이루어진 근접쌍성계를, 나머지 1개는 분광형 B 준왜성과 적색 왜성으로 이루어진 근접쌍성계를 돌고 있다). 나머지 331개 이상의 행성은 단독성 주위를 돌고 있다. 이들 중 327개 이상은 평범한 별 주위를 돌고 있으며(242개 이상은 해당 항성 주위에서 유일하게 발견된 행성들이며, 85여개는 두 개 이상 행성이 발견된 행성계의 구성원들이다), 3개는 펄사 주위를, 1개는 분광형 B 준왜성 주위를, 1개는 갈색 왜성 주위를 돌고 있다.

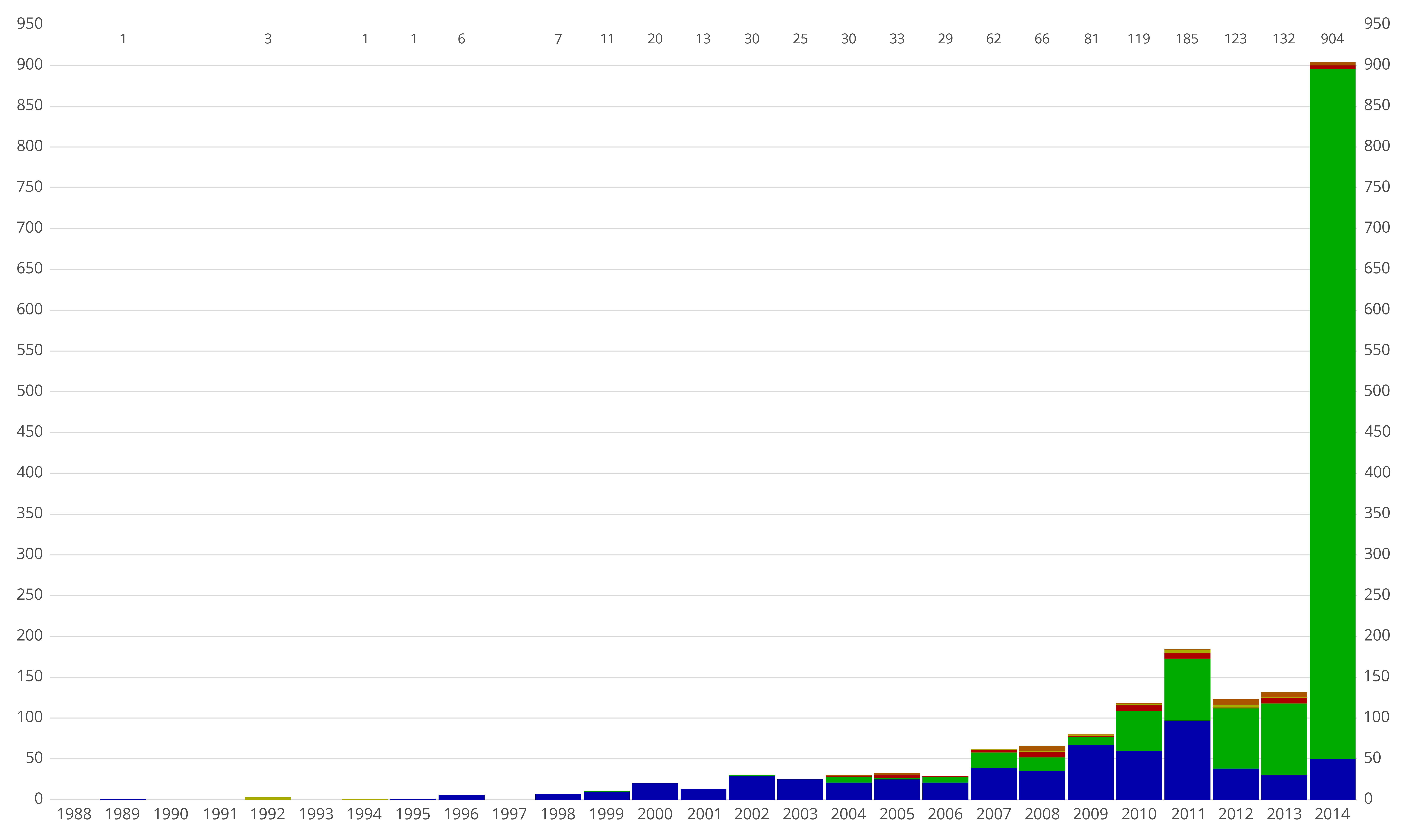
2009년까지 발견된 외계행성을 연도별로 나타낸 막대그래프

행성들의 대략적인 질량은 가스 행성의 경우 목성질량의 배수로 표시되어 있다. 1 목성 질량은 다음과 같다.
- {\displaystyle M_{\rm {J}}=1.8986\times 10^{27}{\mbox{ kg}}}

외계행성들 중 질량이 비교적 작은 편인 것들은 지구질량의 배수로 표시하기도 한다. 구체적인 1 지구 질량의 수치는 다음과 같다.
- {\displaystyle M_{\rm {E}}=5.9736\times 10^{24}{\mbox{ kg}}}

어머니 항성과의 거리는 천문단위로 나타낸다. 1 천문단위는 지구와 태양 사이의 거리로, 구체적인 수치는 다음과 같다.
- {\displaystyle 1{\mbox{ AU}}=1.496\times 10^{8}{\mbox{ km}}}

이들을 어떻게 발견하는지에 대한 과정 및 방법은 외계 행성 문서를 참고하기 바란다.
현 상황에서 국제 천문 연맹은 다른 항성 주위를 도는 행성들을 지명하거나, 명칭을 붙여 주는 어떤 계획이나 체계도 갖추고 있지 않다.. 다만 외계 행성을 지명하는 방법으로 로마자 소문자를 사용한다.(발견한 순서대로 "b"에서부터 시작한다.) 예를 들면 백조자리 16 Bb는 삼중성계인 백조자리 16의 일원 중 하나인 백조자리 16 B 항성 주위에서 발견된, 최초의 행성이라는 의미이다. 일부 외계 행성에는 비공식적인 애칭이 붙어 있지만, 이들 이름은 국제 천문 연맹이 인정하고 있지 않다.

## 외계 행성들
실제 질량을 측정할 수 있는 외계 행성은 현재 77개이다. 이들 대부분은 항성 앞을 지나가는 통과 현상을 보이며, 경사각을 알 수 있고 따라서 실제 질량을 알 수 있다. 어떤 항성에 대한 정확한 시차값 및 질량 측정을 할 수 있는 독립적인 수단들이 있다면, 이 항성 주위를 도는 행성의 질량을 정확히 알 수 있다. 어머니 항성의 앞을 지나가는 행성의 경우 분광학적으로 측정한 질량값은 실제값에 근사하게 나온다. 그 이유는 항성의 앞에서 통과 현상을 일으키는 천체의 공전 궤도는 관찰자의 시선 방향과 거의 평행하기 때문이다. 행성의 질량은 어머니 항성의 질량(단독성의 경우 값이 잘 알려져 있지 않음)에 기반하여 산출된다.
다른 외계행성들은 측정천문학적 방법을 통해 발견되었다. OGLE-2003-BLG-235L/MOA-2003-BLG-53L, OGLE-2005-BLG-071L, OGLE-2006-BLG-109L 주변에 있는 행성들은 중력 렌즈법(모항성의 질량 대비 행성의 질량비를 구할 수 있다)을 이용하여 발견되었다. 이 세 가지 사례에서 모항성들은 직접적으로 관측되었으며 항성계의 실제 질량을 구할 수 있었고 동반 천체들이 행성임이 입증되었다. 펄사 PSR B1257+12 주위를 도는 행성 B와 C는 이들이 모항성에 미치는 중력적 효과를 통해 발견되었다. 2M1207b의 질량은 준항성 천체들의 진화 모델에서 유추해 낸 것이다. 모든 단독성의 질량은 항성진화 모델에서 유추한 것이다.
아래 표는 어머니 항성의 적경을 첫 번째 정렬 기준으로 삼고 있다. 적경은 작은 값에서 시작하여 큰 값으로 간다. 한 항성이 행성을 두 개 이상 지니고 있을 경우, 공전 주기가 짧은 것 우선순으로 싣고 있다. 행성을 두 개 이상 지니고 있는 항성은 셀을 노란색으로 표시하였다.

## 외계 행성 후보
현재 257개의 천체가 외계 행성의 후보이다.
이들 중 대부분은 시선속도법을 이용하여 발견되었기 때문에 실제 질량이 정확히 밝혀지지 않았다. 궤도경사각이 밝혀질 경우 실제 질량은 더 커질 가능성이 많기 때문에 일부 천체는 행성이 아닌 갈색 왜성 또는 적색 왜성으로 판명될 수도 있다.
미시중력렌즈법으로 발견된 행성들의 경우 행성과 어머니 항성 사이 질량비가 정확히 밝혀지지 않은 경우가 여기에 수록되어 있다. 항성의 정체를 정확히 알지 못하면 행성의 실제 질량도 알 수 없다.
최근 측성학적 관측법을 이용하여 발견된 행성이 한 개 추가되었다.
아래 목록 중 185개 행성은 어머니 항성을 중심으로 해당 행성만이 발견된 상태이며, 32개 행성계의 74개 행성은 2개 이상의 형제 행성들이 발견된 상태이다(22개는 2개, 7개는 3개, 2개는 4개, 1개는 5개 행성 구성원들이 하나의 항성계에 존재한다). 현재 관측 기술은 지구 정도 질량 행성을 찾기에는 정교함이 떨어지기 때문에 실제로는 더욱 많은 암석 행성들이 존재할 가능성이 크다.
정렬 순서는 해당 어미 항성의 적경이다. 한 항성 내 여러 행성이 있을 경우, 공전 주기가 짧은 것부터 긴 순서로 실었다. 두 개 이상의 행성이 발견된 항성의 경우 셀 색을 노랗게 처리했다.

## 같이 보기
- 외계 행성
- 가상 행성
- 극단적인 외계 행성 목록
- 확인되지 않은 외계 행성 목록
- 가상 천체 목록
- 원시행성계원반이 있는 항성 목록
- 갈색 왜성 목록
- 플래닛퀘스트
- 펄사 행성
- 시스테믹(아마추어 외계 행성 탐사 프로젝트)

## 참고 문헌
- Schneider, J. “외계행성 백과사전(The Extrasolar Planets Encyclopaedia)”. 2006년 9월 14일에 확인함.
- Butler, R.;  외. (2006). “가까운 외계행성 목록(Catalog of Nearby Exoplanets)”. 《The Astrophysical Journal》 646: 505 – 522. doi:10.1086/504701. (web version)
- G. Takeda, E. B. Ford, A. Sills, F. A. Rasio, D. A. Fischer, J. A. Valenti (2006). “Structure and Evolution of Nearby Stars with Planets II. Physical Properties of ~ 1000 Cool Stars from the SPOCS Catalog” (영어). California & Carnegie Planet Search. 2006년 10월 13일에 확인함.
- Luhman, K.;  외. (2005). “Discovery of a Planetary-Mass Brown Dwarf with a Circumstellar Disk”. 《The Astrophysical Journal》 635 (1): L93 – L96.